# Der Götz von Berlichingen
Der Götz von Berlichingen war eine österreichische Wochenzeitung, die zwischen 1919 und 1934 in Wien erschien. Sie führte den Nebentitel Eine lustige Streitschrift gegen Alle und wurde von der Wiener Zeitungs-GesmbH verlegt.